# Coloradoa huculaki
Coloradoa huculaki är en insektsart. Coloradoa huculaki ingår i släktet Coloradoa och familjen långrörsbladlöss. Inga underarter finns listade i Catalogue of Life.